# Vibia Aurelia Sabina
Vibia Aurelia Sabina fue una dama romana de los siglos II y III, miembro de la dinastía Antonina.

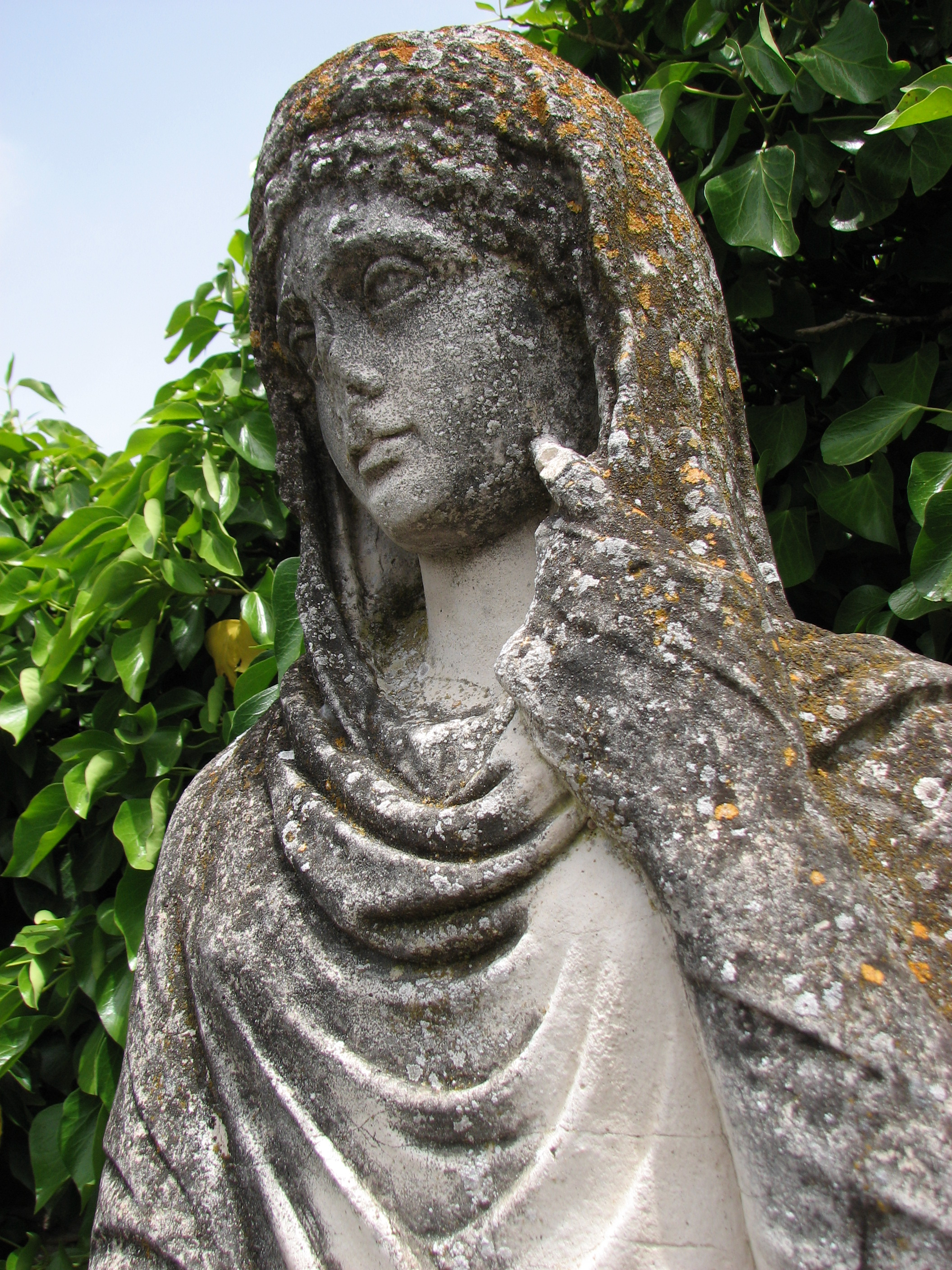
Estatua de una mujer romana

## Biografía
Vibia nació probablemente en Roma alrededor del año 170. Fue hija de Marco Aurelio y Faustina la Menor, hija de Antonino Pío, y hermana de Cómodo y Lucila, esposa de Lucio Vero. Recibió su nombre en honor de Vibia Sabina, la esposa de Adriano. Poco después de nacer, acompañó a su madre para reunirse con su padre en Sirmium, donde Vibia estaba en el año 174 cuando el juicio a Herodes Ático. Estuvo prometida desde el año 178 o el 180 a Lucio Antistio Burro, unos veinte años mayor que ella, con quien se casó después del año 183. Quedó viuda en el año 189 y contrajo segundas nupcias con Lucio Aurelio Agaclito, quizá bajo el gobierno de Septimio Severo, que esperaba así conjurar posibles candidatos imperiales. Se desconoce su fecha de fallecimiento, aunque todavía vivía al comienzo del reinado de Caracalla.
Fue patrona de las ciudades númidas de Calama y Tibilis.